# Rooibos
Rooibos (znanstveno ime Aspalathus linearis) ime izhaja iz afrikanščine in pomeni »rdeči grm«. Je grmičasti predstavnik družine Fabaceae, ki raste v rastlinskem pasu gorskega travišča Južne Afrike, v afrikanščini »fynbos«.
Ime rodu Aspalathus izhaja iz poimenovanja rastline ''Calicotome villosa'', v grščini aspalathos. Ta rastlina je po rasti in cvetovih podobna rooibosu. Ime vrste linearis izhaja iz značilne linearne rasti in igličastih listov.
Rastlina se uporablja za pripravo istoimenskega zeliščnega čaja. Čaj je priljubljen v Južni Afriki in drugod po svetu. Včasih njegovo ime zapišemo kot rooibosch v skladu s staro nizozemsko etimologijo.

## Pridelovanje
Rooibos raste na majhnem območju Južni Afriki, v provinci Western Cape.
Za čaj so uporabni listi grma, ki jih je treba oksidirati. Oksidacijo nekateri zamenjujejo s fermentacijo, a gre za povsem drugačen postopek. Oksidacija daje Rooibosu značilno rdečkasto-rjavo barvo in izboljša njegov okus. Obstaja tudi neoksidirani, zeleni rooibos, vendar je postopek pridelave zahtevnejši (podoben je metodi izdelave zelenega čaja), zaradi česar je v primerjavi s tradicionalnim rooibosom dražji. V primerjavi z rdečim, ima zeleni rooibos nekoliko bolj travnat okus.--Greensturm (pogovor) 11:45, 20. april 2014 (CEST)

## Uporaba
V Južni Afriki je tradicionalna priprava rooibos čaja enaka načinu priprave črnega čaja, pri čemer dodamo še mleko in sladkor po okusu. Poznamo še drugo metodo z uporabo limone in medu namesto mleka in sladkorja.
V Južni Afriki so nedavno nekatere kavarne začele ponujati »rdeči espresso«, ki je koncentrat rooibosa, postrežen na enak način kot istoimenska kavna različica. To je povzročilo nastanek mnogo drugih kavnih napitkov na osnovi rooibosa (npr. rdeča kava namesto bele kave in rdeči kapučino). Nedavno so v ZDA, Južni Afriki in Avstraliji uvedli ledeni čaj na osnovi rooibosa. Obstaja tudi različica pijače »London Fog « (pijača iz mleka, vanilijevega sirupa in Earl Grey čaja), z imenom »Cape Town Fog « iz rooibos čaja.

## Prehrambne in zdravstvene koristi
Rooibos postaja vse bolj priljubljen v zahodnih državah, zlasti med zdravstveno ozaveščenim delom prebivalstva, zaradi visoke vsebnosti antioksidantov (kot sta aspalatin in notofagin), odsotnosti kofeina in nizke ravni taninov v primerjavi s popolnoma oksidiranim črnim čajem in neoksidiranimi listi zelenega čaja. Rooibos vsebuje številne fenolne spojine, vključno z različnimi oksidacijskimi stanji flavonoidov ter dihidroalkoni (zgoraj omenjena aspalatin in notofagin).
Domneva se, da rooibos pomaga pri živčni napetosti, alergijah in prebavnih težavah.
Za dva flavonoida v rooibosu (kvercetin in luteolin) je znano, da delujeta protitumorno. Rooibos je ena izmed maloštevilnih rastlinskih vrst na svetu, ki vsebujejo EGCG (epigalokatehin-3-galat), ki je močan antioksidant in lahko zmanjša tveganje za razvoj bolezni srca in ožilja.
Tradicionalna medicina v Južni Afriki uporablja rooibos za lajšanje infantilnih kolik (trebušni krči pri novorojencih), alergij, astme in dermatoloških težav.

### Znanstvene študije
Čeprav so študije na ljudeh redke, pa tiste na živalih kažejo njegovo močno antioksidativno delovanje, ki telo varuje pred oksidativnim stresom (problematična predvsem lipidna peroksidacija in s tem poškodbe možganovine).Študije so pokazale tudi imunomodulatorno in kemoprotektivno delovanje (prepreči nastanek tumorja). Stranski učinki uživanja rooibos čaja niso dokumentirani.
Pogosto zasledimo, da ima zeleni rooibos večjo antioksidativno kapaciteto v primerjavi z rdečim. Neka študija je njuno delovanje primerjala na dva načina. Pri uporabi prve metode je imel zeleni boljše antioksidativno delovanje, pri drugi pa slabše. Obe obliki rooibosa, naj bi imeli slabše delovanje kakor zeleni čaj, vendar je slednja raziskava dokazala ravno nasprotno.
Leta 2010, so v WWT Slimbridge (mokrišče, rezervat za preučevanje ptičev v Združenem kraljestvu) vzgajali strupene žabe, družine Dendrobatidae. V gojiščne kozarce so dodali nekaj rooibos čaja, kupljenega v trgovini z živilii. Izbrali so ga zaradi vsebnosti antioksidantov s protiglivičnimi lastnostmi. To je uspešno zaščitilo žabe pred okužbo z  hitridiomikozo. Gre za obolenje žab, ki ga povzroča gliva Batrachochytrium dendrobatidis. Razširjena je med 30% populacije dvoživk in resno ogroža njihovo preživetje.
Nedavno izvedena študija japonskih znanstvenikov je pokazala, da je rooibos čaj koristen pri topikalnem zdravljenju aken. Delovanje je posledica vsebnosti alfa hidroksi kislin, cinka in superoksid dismutaze v zeli.

## Ocena kakovosti
Ocene kakovosti tega čaja se navezujejo na razmerje vsebnosti iglice (listi)-steblo. Večja kot je vsebnost lističev, temnejša bo barva napitka, bogatejši bo okus in manj bo neprijetnih priokusov. Visoko kakovosten rooibos ne pride na lokalni trg, temveč se izvaža v države Evropske unije, zlasti Nemčijo, ki ga uporablja za pripravo aromatičnih čajev. Z vsesplošnim razvojem Južne Afrike so se razvila podjetja, ki trgujejo s temi posebnimi mešanicami čajev.

## Zgodovina
V času 17. in 18. stoletja so evropski popotniki in botaniki pri potovanju skozi regijo Cederberg v Južni Afriki, poročali o velikem številu uporabnih rastlin z zdravilnimi učinki. Leta 1772 je švedski naravoslovec Carl Thunberg zapisal "the country people made tea« , kar pomeni, da so domorodci delali čaj iz rastline sorodne rooibosu.
Tradicionalno so domačini nabirali rooibos v visokogorju. Pobirali so igličaste liste, ki so jih nato valjali v šopke in pakirali v vreče ter s pomočjo oslov tovorili v doline. Liste so nato sesekljali in zdrobili ter jih pustili, da se posušijo na soncu.
V provinco Cape priseljeni Nizozemci, so uporabljali rooibos kot alternativo črnemu čaju, saj je bil v tedanjih časih le-ta zanje drag, ker ga je bilo potrebno uvoziti iz Evrope.
Leta 1904 je Benjamin Ginsberg, ruski priseljenec z židovskim poreklom, jezdil na odročnih gorah in bil očaran nad divjim rooibos čajem. Vodil je več različnih raziskav na kmetiji Rondegat, dokler ni dokončno izpopolnil zorenja te rastline. Oponašal je tradicionalno kitajsko metodo proizvodnjo Keemun čaja s fermentacijo v lesenih sodih in vlažnem okolju.
Leta 1930 je Ginsberg prepričal lokalnega zdravnika Dr. Le Frasa Nortierja, da je začel raziskovati pridelavo te rastline. Le Fras Nortier je prve rastline vzgojil v mestu Clanwilliam, na kmetiji Klein Kliphuis. Drobna semena je bilo težko dobiti, saj so se razpršila takoj, ko so razbili strok v katerem se nahajajo. Zaradi tega je Le Fras, lokalni skupnosti, kjer je bilo nekaj njegovih pacientov, plačal, da so zbirali semena. Starejša domačinka je pogosto prinašala večje količine semen in zanje prejemala plačilo. Opazila je, da jih nosijo mravlje in jim sledila do mravljišča, ki ga je razbila in v njem našla zakladnico semen. Poskusi Dr. Le Frasa so bili na koncu uspešni, zato je Ginsberg, začel spodbujati lokalne kmete, da bi gojili rastlino v upanju, da bo čaj dobičkonosen. Kmetija, kjer je raziskoval Le Fras, je postala proizvajalka čaja in v desetih letih so cene semen zrasle na osupljivih 80 dolarjev za funt. Danes je pripravljeno na poseben način, ki omogoča lažje sejanje.
Od takrat je rooibos postajal vse bolj priljubljen v Južni Afriki in si pridobil pomembno vlogo na svetovnem trgu. Vedno večje število podjetij proizvaja rooibos čaj, sam ali kot sestavino v čajni mešanici.

### Polemika za blagovno znamko v ZDA
Leta 1994 je družba Burke International registrirala ime Rooibos kot blagovno znamko, z namenom zagotovitve monopola nad imenom v Ameriki v času, ko ga še niso poznali. Kasneje, ko se je rastlina začela uporabljati, je Burke zahteval od podjetij, da plačajo uporabo imena. Leta 2005, je American Herbal Products Association, skupaj z mnogo uvozniškimi podjetji, s tožbami uspešno premagalo Burke International. Po izgubi je Burke predal ime v javno upravljanje.

### Legalna zaščita imena Rooibos
Če bo južno-afriški parlament sprejel zakon o intelektualni lastnini iz leta 2008, bo zagotovljena zaščita in prepoved komercialne uporabe imena »Rooibos« (podobno kot na primer zaščita imena šampanjec in portovec (Porto) v Evropi). Kljub temu, da so se Južnoafričani borili proti Burke International za splošno uporabo imena, želijo, da dobi zaščiteno geografsko poreklo.